# Thunder
Thunder – brytyjska rockowa grupa muzyczna, założona w 1989 roku w Londynie.

## Historia
Grupa powstała po upadku zespołu Terraplane. Członkowie tego zespołu, wokalista Danny Bowes i gitarzysta Luke Morley postanowili założyć w styczniu 1989 roku nowy zespół o nazwie Thunder. Wkrótce później do zespołu dołączył Gary James. W kwietniu grupa podpisała kontrakt z EMI. a w maju basistą został Mark Luckhurst. W czerwcu skończono kompletować skład zespołu, kiedy to nowym członkiem zespołu, grającym na gitarze i instrumentach klawiszowych, został Ben Matthews. Miesiąc później grupa udzieliła pierwszego koncertu, stanowiąc w Southend-on-Sea support przed Romeo's Daughter, The Groundhogs i londyńskim Horse. W sierpniu rozpoczęto nagrania na pierwszy album. Producentem został Andy Taylor, a inżynierem dźwięku Mike Fraser, współpracujący m.in. z Bryanem Adamsem, Aerosmith, Bon Jovi, Danem Reedem i Poison. W październiku wydany został pierwszy singel, „She's So Fine”. Osiągnął on 98 miejsce na liście UK Singles Chart. W marcu 1990 roku wydano pierwszy album zespołu, Backstreet Symphony. Zajął on 21 miejsce na liście UK Albums Chart. We wrześniu zespół podpisał kontrakt z Geffen Records na rynek amerykański.
3 lutego 1992 roku rozpoczęły się nagrania na drugi album, Laughing On Judgement Day. Został on wydany w sierpniu i zajął drugie miejsce na brytyjskiej liście albumów. Pod koniec roku grupę opuścił Luckhurst, a jego miejsce w lutym 1993 roku zajął Mikael Höglund, wcześniej grający w szwedzkiej grupie Great King Rat. W styczniu 1995 światło dzienne ujrzał trzeci album, Behind Closed Doors; w Wielkiej Brytanii dotarł do piątego miejsca. Latem 1996 z powodów osobistych Höglund opuścił grupę, a nowym basistą został Chris Childs z zespołu Jericho. W lutym 1997 roku wydany został nowy album, Thrill Of It All. W kwietniu 1998 roku grupa rozpoczęła nagrywanie piosenek na album Giving the Game Away, ale został on wydany rok później. W listopadzie 1999 roku zespół ogłosił rozwiązanie z przyczyn zewnętrznych, a ostatniego występu udzielili w maju 2000 roku.
W lipcu 2002 zespół postanowił zjednoczyć się, by w listopadzie wystąpić na festiwalu Monsters of Rock. W październiku rozpoczęto prace nad nowym albumem, który Thunder postanowił wydać we własnej wytwórni – STC Recordings. 7 kwietnia 2003 roku wydano album Shooting at the Sun. Od czerwca do sierpnia następnego roku grupa dokonywała nagrań na siódmy album, The Magnificent Seventh, który został wydany w 2005 roku. Jeszcze w 2005 roku zespół podjął nagrania na ósmy album. Album ten, zatytułowany Robert Johnson’s Tombstone, został wydany 30 października 2006 roku. W 2008 roku wydano ósmy album, Bang!.
W 2009 roku zespół ponownie postanowił o swoim rozwiązaniu z przyczyn zewnętrznych. W 2011 roku grupa ponownie się zjednoczyła, początkowo by udzielić koncertu podczas One Off UK Festival.

## Skład zespołu

### Obecny
- Danny Bowes – wokal (od 1989)
- Luke Morley – gitara (od 1989)
- Gary James – perkusja (od 1989)
- Ben Matthews – gitara, instrumenty klawiszowe (od 1989)
- Chris Childs – gitara basowa (od 1996)

### Dawni członkowie
- Mark Luckhurst – gitara basowa (1989–1992)
- Mikael Höglund – gitara basowa (1993–1996)

## Dyskografia

### Albumy studyjne
- Backstreet Symphony (1990)
- Laughing on Judgement Day (1992)
- Behind Closed Doors (1995)
- The Thrill of It All (1996)
- Giving the Game Away (1999)
- Shooting at the Sun (2003)
- The Magnificent Seventh (2005)
- Robert Johnson's Tombstone (2006)
- Bang! (2008)
- Wonder Days (2015)
- Rip It Up (2017)
- Please Remain Seated (2019)
- All the Right Noises (2021)

### Albumy koncertowe
- Live Circuit (1995)
- Live (1998)
- Open the Window, Close the Door – Live in Japan (2000)
- They Think It's All Over… It Is Now (2000)
- They Think It's All Acoustic… It Is Now (2000)
- Live at Donington – Monsters of Rock 1990 (2001)
- The Best of Thunder Live! (2004)
- Live at the Bedford Arms (2004)
- Live at Rock City (2005)
- Live at Rock City – Case #2 (2005)
- The Magnificent Five Do Xmas (2006)
- The Xmas Show – Live 2005 (2006)
- Rock City 6 – The Smell Of Snow (2007)
- The Xmas Show – Live 2006 (2007)
- Rock City 8 – The Turkey Strikes Back (2008)
- The Xmas Show – Live 2007 (2008)
- Rock City 10 – A Christmas Cracker (2009)
- The Xmas Show – Live 2008 (2009)
- Childline Rock 2009 (2009)
- A Bit of Rough – Live in Japan Vol. 1 (2009)
- A Bit of Rough – Live in Japan Vol. 2 (2009)
- 20 Years and Out – The Farewell Tour Live (2009)
- Live at the BBC (1990–1995) (2010)
- Rough & Ready (2011)
- Rock City 12 – The Baubles Are Back in Town (2012)
- The Xmas Show – Live 2011 (2012)
- The Mancunian Candidate (2013)
- The Xmas Show – Live 2012 (2013)
- Live at Donington 1990 & 1992 (2013)
- The Xmas Show – Live 2013 (2014)
- Back to the Black Country (2014)
- All You Can Eat (2016)
- Live At Loud Park (2016)
- Stage (Live) (2018)

### Albumy kompilacyjne
- Their Finest Hour (And a Bit) (1995)
- Burrn! Presents: The Best of Thunder (1998)
- The Rare, The Raw, and the Rest (1999)
- Gimme Some… (2000)
- Rock Champions (2001)
- Symphony and Stage (2002)
- Ballads (2003)
- The EP Sessions 2007–2008 (2009)
- The Very Best of Thunder (2009)
- 6 x 6 (Rock) (2011)
- Sight & Sound (2012)
- The Best of Thunder 1989-1995 (2015)
- The Greatest Hits (2019)